# Instinctive love
「instinctive love」（インスティンク ラブ）は、加藤和樹の3枚目のシングルである。

## 概要
- エイベックスに移籍してからの第1弾シングルである。
- 前作から5ヶ月でのシングルとなる。
- DVD付（ジャケットA）と5000枚限定生産（ジャケットB）とジャケットCの3種類がある。

## 収録曲
1. instinctive love
作詞：ササキオサム 作曲：TAKUYA 編曲：TAKUYA、h-wonder
2. melody
作詞：加藤和樹 作曲/編曲：都啓一
3. Venus（Meet the Drastics Live Session）※ジャケットC収録のボーナストラック
作詞：加藤和樹 作曲：日田一聡 編曲：Drastics
4. instinctive love（instrumental）
5. melody（instrumental）